# 60 (numero)
Sessanta (cf. latino sexaginta, greco ἑξήκοντα) è il numero naturale dopo il 59 e prima del 61.

## Proprietà matematiche
- È un numero pari.
- È un numero composto e ha i seguenti divisori: 1, 2, 3, 4, 5, 6, 10, 12, 15, 20, 30 e 60. Poiché la somma dei divisori (escluso il numero stesso) è 108 > 60 è un numero abbondante.
- È un numero altamente composto.
- È un numero semiperfetto in quanto pari alla somma di alcuni (o tutti) i suoi divisori.
- È un numero scarsamente totiente.
- È un numero idoneo.
- È la somma di due numeri primi gemelli: 60 = 29 + 31.
- È la somma di quattro primi consecutivi: 60 = 11 + 13 + 17 + 19.
- Nel comune spazio euclideo, ciascuno degli angoli interni di un triangolo equilatero misura 60°, che sommati danno 180°.
- È un numero di Harshad nel sistema di numerazione decimale.
- È un numero rifattorizzabile, essendo divisibile per il numero dei suoi divisori.
- È parte delle terne pitagoriche (11, 60, 61), (25, 60, 65), (32, 60, 68), (36, 48, 60), (45, 60, 75), (60, 63, 87), (60, 80, 100), (60, 91, 109), (60, 144, 156), (60, 175, 185), (60, 221, 229), (60, 297, 303), (60, 448, 452), (60, 899, 901) ed è il più piccolo numero naturale appartenente a 14 terne.
- È un numero a cifra ripetuta nel sistema di numerazione posizionale a base 9 (66) e in quello a base 11 (55).
- È un numero pratico.
- È un numero congruente.

## Astronomia
- 60P/Tsuchinshan è una cometa periodica del sistema solare.
- 60 Echo è un asteroide della fascia principale del sistema solare.
- NGC 60 è una galassia spirale della costellazione dei Pesci.

## Astronautica
- Cosmos 60 è un satellite artificiale russo.

## Chimica
- È il numero atomico del Neodimio (Nd), un lantanoide.

## Tempo
- Un'ora è formata da 60 minuti e un minuto è formato da 60 secondi.

### Scuola
- Con la riforma del 1999, 60 è il voto minimo per superare l'esame di maturità (60/100).

### Calendario
- Una coppia che è stata sposata per 60 anni ha raggiunto le nozze di diamante.